# Vouliagmeni (Ilida)
Vouliagmeni (griechisch Βουλιαγμένη (f. sg.)) ist eine Bergsiedlung der westgriechischen Gemeinde Ilida. Zusammen mit dem Weiler Gavrakia bildet sie die Dimotiki Kinotita Vouliagmeni (Δημοτική Κοινότητα Βουλιαγμένης).
Der Ort hieß ursprünglich Bourdano (Μπουρδάνο), bildete seit 1912 eine selbstständige Landgemeinde, und wurde 1928 in Milies (Μηλιές) umbenannt Seinen heutigen Namen Vouliagmeni erhielt das Dorf schließlich 1940. Seit der Ausgliederung von Kalo Pedi 1933 blieb der Gebietszuschnitt unverändert. Der Weiler Garvakia wurde 1961 als Siedlung der Landgemeinde anerkannt. Mit der Gemeindereform 1997 wurde die damalige Landgemeinde Vouliagmeni mit weiteren 14 Landgemeinden zur Gemeinde Pinia fusioniert. Diese ging im Rahmen der Verwaltungsreform 2010 als einer von nunmehr zwei Gemeindebezirken in der neuen Gemeinde Ilida auf. Dort hatte Vouliagmeni zunächst den Status einer Ortsgemeinschaft (Τοπική Κοινότητα Topikí Kinótita) der schließlich 2021 in eine Dimotiki Kinotita geändert wurde.

## Geographie
Der Ort liegt am Rande eines Waldgebietes im Osten. Steile Schluchten ziehen sich mehr oder weniger parallel nach Westen. Während die Schluchten bewaldet sind, wird auf den relativ schmalen Graten dazwischen Olivenanbau und Weidewirtschaft betrieben. Der Ort ist durch kurvenreiche, schmale Straßen mit Ambelakia (Αμπελάκια) im Osten, mit Agnanda (Άγναντα) im Südosten sowie mit Anthonas (Ανθώνας), Kalo Pedi (Καλό Παιδί) und Gavrakia (Γαβράκια) im Westen verbunden. Im Ort steht die Kirche Kimiseos Theotokou, eine Landkapelle sowie südlich davon das Kloster Metamorfosis tis Sotiros.